# 황비 (영화)
"황비"(The Skyhawk)는 한국에서 제작된 정창화 감독의 1974년 영화이다. 황인식 등이 주연으로 출연하였고 곽정환 등이 제작에 참여하였다.

## 출연

### 주연
- 황인식
- 고은아